# 寶可噩夢
《寶可噩夢》（英語：Beau Is Afraid）是一部2023年美國超現實黑色喜劇恐怖片，由艾瑞·艾斯特編導，瓦昆·菲尼克斯、帕蒂·盧波內、納坦·朗、艾美·萊恩、史蒂芬·麥金利·亨德森和帕克·波西主演。故事講述個性極度焦慮的男子博（Beau）與母親關係緊張，但由於母親逝世而被迫返鄉，同時需要應對環伺週圍的超自然威脅。
《寶可噩夢》2023年4月21日在美國院線有限上映，次週擴大發行。電影整體獲得中上評價，多數影評家稱讚瓦昆·菲尼克斯的演出表現，但是商業表現不佳導致本片成為賠本作品。

## 故事概要
博出身於單親家庭，自幼對生父毫無印象，還得應對專橫強勢的母親，導致母子的關係長年維持緊張狀態。後來博離開了家鄉與母親，留在外地生活，但隨著母親因故逝世，博踏上了返家的路程，還要面對自己最深的恐懼。

## 演員
- 瓦昆·菲尼克斯飾演博（Beau）
  - 阿爾緬·納哈普蒂安（Armen Nahapetian）飾演年輕的博
- 帕蒂·盧波內飾演莫娜·瓦瑟曼（Mona Wassermann）
  - 柔伊·利斯特·瓊斯（英语：Zoe Lister Jones）飾演年輕的莫娜
- 艾美·萊恩飾演格蕾絲（Grace）
- 納坦·朗飾演羅傑（Roger）
- 凱莉·羅傑斯（英语：Kylie Rogers）飾演東妮（Toni）
- 丹尼斯·門諾切特（法语：Denis Ménochet）飾演吉夫斯（Jeeves）
- 比爾·哈德飾演快遞員
- 帕克·波西飾演伊萊恩·布雷（Elaine Bray）
- 史蒂芬·麥金利·亨德森（英语：Stephen McKinley Henderson）飾演治療師
- 海莉·斯誇爾斯（英语：Hayley Squires）飾演潘妮洛普（Penelope）
- 理查·坎德飾演科恩醫生（Dr. Cohen）
- 麥可·甘多費尼飾演博之子

## 製作
2020年6月，艾瑞·艾斯特表示他的下一部電影將是一部長達四小時的「噩夢喜劇」。2021年2月，A24宣布該片定名為《失望大道》（Disappointment Blvd），是A24與艾斯特繼《宿怨》（2018年）和《仲夏魘》（2019年）後第三部合作作品，由瓦昆·菲尼克斯主演。2021年6月，納坦·朗、帕蒂·盧波內、艾美·萊恩和凱莉·羅傑斯參演。2021年7月，帕克·波西、史蒂芬·麥金利·亨德森以及柔伊·利斯特·瓊斯參演。

### 拍攝
主體拍攝於2021年6月28日在魁北克省蒙特婁的離島郊區聖-布魯諾-德-蒙塔維爾開始進行，並於同年10月殺青。本片的預算為3500萬美元，為A24最昂貴的電影。

## 發行
《寶可噩夢》定於2023年4月21日美國上映。

## 評價
爛番茄根據197條評論給予70%的新鮮度（平均評分為6.8分，滿分為10分）。該片在Metacritic上持有62分（基於48位評論家），顯示「普遍好評」。

## 外部連結
- 互联网电影数据库（IMDb）上《寶可噩夢》的资料（英文）
- 豆瓣电影上《寶可噩夢》的資料 （简体中文）